# Coaling Island

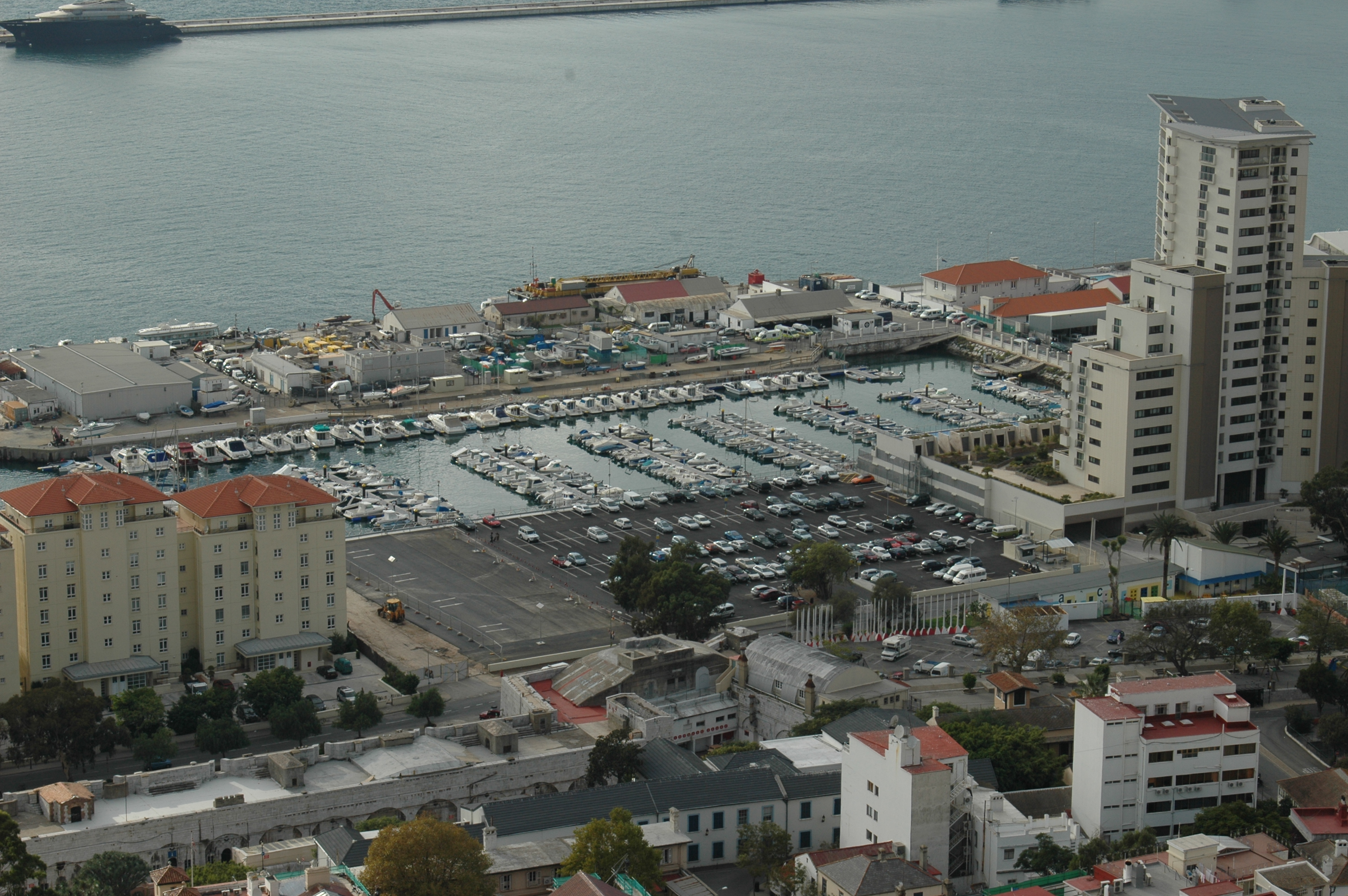
Coaling Island vue à partir du Rocher de Gibraltar.

Coaling Island est un terre-plein gagné sur la mer des territoires britanniques d'outre-mer de Gibraltar. Elle est située au centre du quartier ouest du port de Gibraltar et est utilisée en tant que zone industrielle. Le Royal Gibraltar Yacht Club a également occupé la zone, après que le ministère de la défense libéra les lieux.
Pendant la Seconde Guerre mondiale, un incendie se déclara sur Coaling Island : un Espagnol, José Martín Muñoz, qui travaillait à Gibraltar, fit exploser un réservoir de carburant le 30 juin 1943. En conséquence, il fut mis sous surveillance et fut arrêté alors qu'il essayait de placer une bombe dans un magasin à chiffon.